# Max Brod (giornalista)

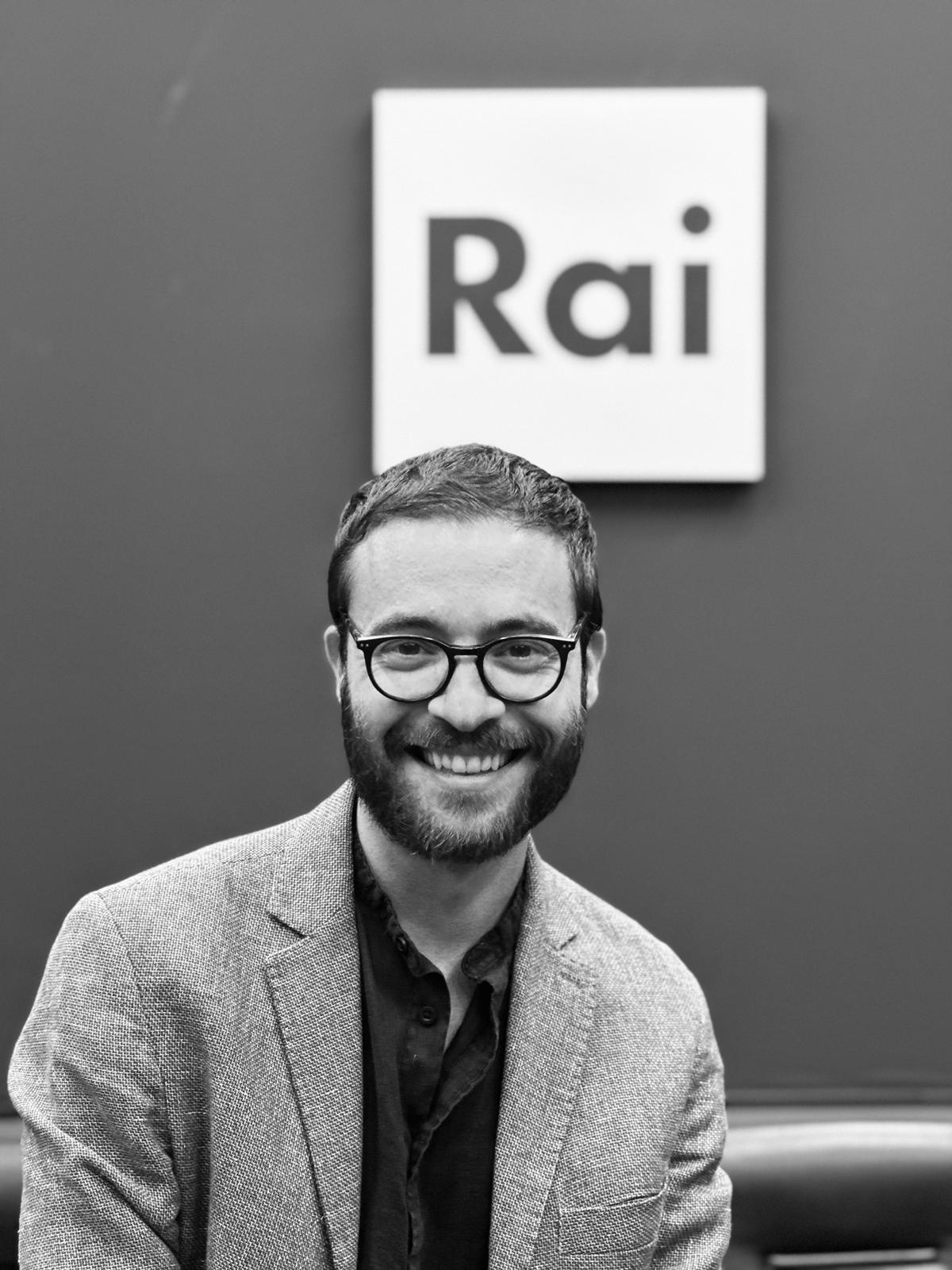
Max Brod nella sede Rai di Viale Mazzini

Max Brod (Napoli, 11 dicembre 1988) è un giornalista e autore televisivo italiano.

## Biografia
Nato a Napoli nel 1988 dall'insegnante Emilio Brod e dalla giornalista Francesca Vajro, si trasferisce a Siena nel 1999 dove si diploma all'Istituto Agrario Bettino Ricasoli. Successivamente si laurea in Agraria-Enologia presso l'Università degli Studi di Firenze. È nipote del giornalista Massimiliano Vajro (padre di sua madre) e pronipote del giornalista Carlo Nazzaro (padre di sua nonna materna Liliana Nazzaro).

### Giornalismo
La sua prima collaborazione giornalistica avviene nel 2013 nel settore del giornalismo enogastronomico con la rivista I Grandi Vini. A seguire è redattore di cronaca per il Cittadino Online, giornale di libera informazione senese e, in seguito, redattore di Politicometro, la prima testata italiana di fact-checking politico. Nel 2014 è corrispondente de Il Fatto Quotidiano. Nel 2015 è co-conduttore nella postazione social di Agorà Estate. Nel 2020 e 2021 è inviato di Report. Dal 2022 è autore di Agorà e Agorà Weekend.

### Poesia performativa
Nel 2023 partecipa come performer al suo primo Poetry slam, dopo il quale inizia la sua attività di poeta performativo nella scena poetica romana. 

### Iniziative per la pace e l'antifascismo

#### Appello alla pace nell'informazione
Nel marzo 2022, allo dello scoppio del conflitto ucraino, è autore dell’appello alla pace nell'informazione che verrà firmato da diversi giornalisti e intellettuali italiani tra cui Carlo Bartoli (presidente nazionale dell’Ordine dei Giornalisti), Beppe Giulietti (Art. 21), Daniele Macheda (segretario Usigrai) Vittorio Di Trapani (presidente FNSI), Cecilia Strada, Folco Terzani, Lucia Goracci, Tomaso Montanari, Maura Gancitano, Marco Travaglio, Peter Gomez,  Franco Arminio, Ginevra Bompiani, Moni Ovadia.

#### Appello per la ridenominazione di Piazzale Tecchio
Nel maggio 2023 è promotore, insieme al poeta Erri De Luca e allo scrittore Maurizio De Giovanni, di un appello per intitolare a Giorgio Ascarelli, ebreo antifascista, l'attuale piazzale intitolato al deputato della Camera dei Fasci e delle Corporazioni Vincenzo Tecchio.

#### Iniziativa "No Peace No Panel"
È ideatore e promotore dell'iniziativa "No Peace No Panel", nata a marzo 2023 dalla necessità di garantire un maggiore spazio ai temi della pace e del disarmo nei dibattiti televisivi e nei media in generale. L'iniziativa, sostenuta da Articolo 21, Usigrai, Federazione Nazionale Stampa Italiana (FNSI) e Ordine dei giornalisti, si ispira al principio già diffuso della rappresentanza di genere nei panel pubblici, estendendolo alle discussioni sui conflitti armati. 
L'iniziativa è stata accolta positivamente da diversi personaggi pubblici e associazioni, tra cui Maurizio Landini (segretario generale della CGIL), Vittorio Di Trapani (presidente FNSI), la Comunità di Sant'Egidio e la Rete pace disarmo.

## Programmi

### Televisione
- Agorà Estate (Rai 3, 2015) Co-conduttore
- Report (Rai 3, 2020-2021) Reporter
- Agorà (Rai 3, dal 2022) Autore
- Agorà Weekend (Rai 3, dal 2022) Autore